# Максимов, Алексей Матвеевич

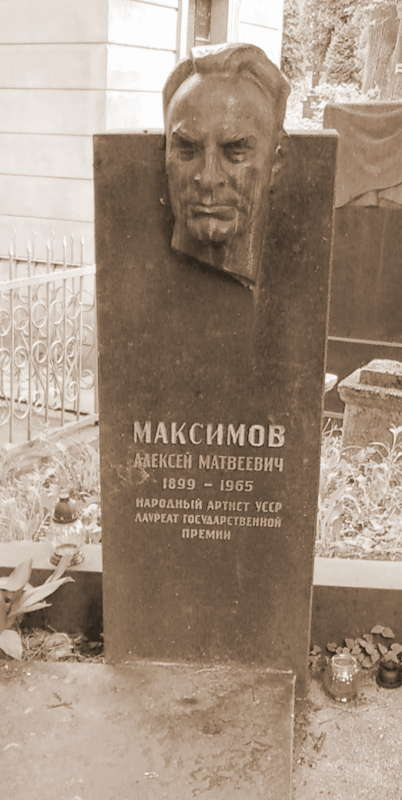
Памятник на могиле Алексея Максимова (1899—1965) на Лычаковском кладбище (Львов)

Алексе́й Матве́евич Макси́мов (1899—1965) — советский актёр театра и кино, режиссёр, педагог, народный артист Украинской ССР.

## Биография
А. М. Максимов родился 9 (21 января) 1899 года в Казани.
На театральной сцене дебютировал в 1917 году, в 1921—1924 годах играл в антрепризе Е. М. Долина (Когана) во Владивостоке, работал в театрах Хабаровска, Кинешмы, Херсона, Житомира.
В 1930—1935 годах был актером Новосибирского драматического театра «Красный факел», а  в 1936 — 1940 годах — актером Ростовского АТД имени М. Горького.
С 1940 года работал актёром и режиссёром Театра Киевского военного округа, Одесского театра Советской Армии, с 1954 года  — актером  Львовского театра Прикарпатского военного округа (ныне Львовский драматический театр имени Леси Украинки).
Занимался педагогической деятельностью. В 1937—1940 годах преподавал актёрское мастерство в театральном училище Ростова-на-Дону, в 1946—1951 годах — в  Одесском театральном училище.
Умер 24 мая 1965 года. Похоронен во Львове на Лычаковском кладбище.

## Творчество
Амплуа А. М. Максимова — героические роли, ему особенно удавались образы людей сильного, волевого характера.

##### Избранные роли в театре
- «Мой друг» Н. Ф. Погодина — Гай
- «Великий государь» В. А. Соловьёва — Иван Грозный
- «Бронепоезд 14-69» Вс. В. Иванова — Вершинин, А. Я. Пархоменко
- «Фронт» А. Е. Корнейчука — Иван Горлов
- «Генерал Ватутин» Л. Д. Дмитерко — Н. Ф. Ватутин
- «Сирано де Бержерак» Э. Ростана

##### Режиссёрские работы
А. М. Максимов поставил спектакли:
- «Великий государь» В. А. Соловьёва (1946),
- «Ва́рвары» М. Горького (1948),
- «Весна в Москве» В. М. Гусева (1950)
- «Иван Рыбаков» В. М. Гусева (1954),
- «Оптимистическая трагедия» В. В. Вишневского (1957).

##### Роли в кино
- 1940 — Пятый океан — комиссар аэроклуба
- 1940 — Макар Нечай — аспирант Владимиров
- 1942 — Александр Пархоменко — эпизод
- 1947 — Миклухо-Маклай — Робертсон
- 1955 — Попрыгунья
- 1956 — Главный проспект — Голубев, секретарь обкома партии
- 1958 — Голубая стрела — Керженцев, начальник Особого отдела флота
- 1959 — Если любишь…
- 1959 — Таврия — Густав Августович
- 1960 — Самолёт уходит в 9 — эпизод
- 1964 — Космический сплав
- 1964 — Сон — Орлов

## Награды и премии
- Орден «Знак Почёта» (24.11.1960)
- Медаль "За доблестный труд в Великой Отечественной войне 1941-1945 гг."
- Сталинская премия третьей степени (1952) — за роль Бема в спектакле «Прага остаётся моей» Ю. А. Буряковского в постановке режиссёра И. М. Беркуна
- Звание "Народный артист Украинской ССР" (1954)